# Ivan Paduart
 (juin 2018).
Ivan Paduart, né le 20 octobre 1966 à Bruxelles, est un pianiste et compositeur de jazz belge.

## Biographie
Petit-fils d'un ingénieur, fils d'un père médecin et psychanalyste et d'une mère assistante sociale, Ivan Paduart commence l'étude du piano à l'âge de dix ans et se lance dans le monde du jazz fusion avec d'abord son premier groupe amateur Contrefaut alors qu'il n'avait que 16 ans et ensuite après ses études secondaires à l'Athénée royal Isabelle Gatti de Gamond de Bruxelles au sein du groupe Aftertouch pour poursuivre dans le jazz. En 1985, un stage de jazz avec Michel Herr le persuade de se consacrer exclusivement à sa discipline. Il est influencé par des musiciens tels que Bill Evans et Herbie Hancock.
Il obtient plusieurs récompenses musicales entre 1987 et 1993, et enregistre 32 albums personnels entre 1990 et 2019.
Ses morceaux les plus célèbres sont Blue landscapes, Crush, Igor et Enivrance.
Ivan Paduart a notamment joué dans le Brussels Jazz Orchestra.

## Discographie
- 1990 : Aftertouch, B. Sharp, CDS
- 1992 : Papillons Bleus, Miss You
- 1993 : Turquoise, B. Sharp, CDS
- 1993 : Illusions sensorielles, ENA, Igloo
- 1994 : Time Gone By, AMC
- 1995 : Folies Douces, ENA, Igloo
- 1996 :White Nights, A Records AL
- 1997 : Clair Obscur (a tribute to Fred Hersch), A Records AL
- 1998 : Belgian Suites, A Records AL
- 2000 : True Stories, Igloo
- 2001 : Trio Live, Omnivore/Virgin
- 2002 : Still, A-records AL
- 2003 : A Night At The Music Village, Jazz'n Pulz BMCD
- 2004 : Blue Landscapes, Videoarts Music Inc
- 2004 : Douces illusions, Igloo
- 2005 : Vivre, avec Quentin Dujardin, Arsis World
- 2005 : Selections (compilation), Jazz'n pulz BMCD
- 2005 : Alone, @lone records
- 2005 : A night in Tokyo, @lone records
- 2005 : My French heart, MTCJ
- 2007 : In exile of dreams, Jazz'n pulz BMCD
- 2008 : Be Manos, Be Manos
- 2010 : Crush, Mons records
- 2011 : HERRitage, September records
- 2012 : Plays Burt Bacharach, September records
- 2014 : Ibiza, Mons records
- 2015 : Enivrance, Mons records
- 2016 : Catharsis, Mons records
- 2018 : Hand in hand, Mons records
- 2020 : Ear we are